# Сагамо (озеро)
Сага́мо (Туман-Гёль, Тумангёльское; груз. საღამოს ტბა) — озеро в Грузии, в Ниноцминдском муниципалитете. Расположено на Джавахетском нагорье, в бассейне реки Паравани, на высоте 1996 м над уровнем моря.
Площадь озера составляет 4,8 км², средняя глубина — 1,6 м, максимальная достигает 2,3 м. Площадь водосборного бассейна — 528 км². Объём воды — 7,7 млн м³. Имеет тектоническое происхождение. Питание озера подземное, снеговое и дождевое. Максимальный уровень воды в мае, минимальный — в сентябре. Через озеро протекает река Паравани.
Южные и юго-западные берега сложены андезитами. Озеро имеет форму трапеции. Поверхностная температура воды в июле достигает 14,4 °C. Зимой озеро замерзает на 4,5 месяца. На берегу озера находится деревня Сагамо.